# Aysha vacaria
Aysha vacaria är en spindelart som beskrevs av Antonio D. Brescovit 1992. Aysha vacaria ingår i släktet Aysha och familjen spökspindlar. Inga underarter finns listade.